# Vincenzo Rigamonti
Vincenzo Rigamonti (Dolzago, 1º settembre 1930 – Lecco, 20 agosto 2013) è stato un allenatore di calcio e calciatore italiano, di ruolo portiere.

## Carriera
Il club nel quale esordisce è il Lecco, dove colleziona 138 presenze in Serie C.
Fa il suo debutto in Serie B con la maglia del Como, dove gioca due stagioni, per un totale di 41 presenze.
Raggiunge per la prima volta la Serie A con la maglia del Torino e fa il suo esordio il 18 settembre del 1955 in Napoli-Torino (2-2), respingendo un rigore ad Amadei e mantenendo il pareggio fino al termine della partita.
Termina il primo campionato nel Torino al 9º posto.
In un derby contro la  Juventus nel campionato 1957/1958 il Torino perse per 4 ad 1, ma sul 2 a 1 Rigamonti parò a Giampiero Boniperti un rigore. 
Dopo quattro stagioni viene ceduto alla Maceratese, squadra che militava in Serie C. L'anno successivo passa al Monza dove gioca 4 stagioni in Serie B, collezionando un totale di 127 presenze.
In carriera ha totalizzato complessivamente 110 presenze in Serie A e 168 in Serie B. 

## Palmarès

### Giocatore

#### Competizioni nazionali
- IV Serie: 1

Lecco: 1952-1953